# Toren op Zuid
Toren op Zuid, noto anche come KPN Telecom Office Tower o KPN Telecom Building, è un grattacielo situato a Rotterdam, nei Paesi Bassi, progettato dall'architetto Renzo Piano.

## Descrizione
Alto 96,5 metri, la costruzione è iniziata nel 1998 ed è stato inaugurato il 28 settembre 2000. Edificio viene utilizzato dalla KPN Telecom come sua sede aziendale.
Esteticamente si caratterizza per l'inclinazione della facciata di 5,9 gradi, che corrisponde alla stessa angolazione dei cavi di sospensione del vicino ponte Erasmus; inoltre la facciata (con una superficie di 3600 m²) può essere utilizzata come cartellone elettronico per delle proiezioni grafiche; esso è stato ideato da Henri Ritzen dello Studio Dumbar. Ci sono 896 luci verdi sulla facciata dell'edificio che possono essere utilizzate per installazioni luminose o per spettacoli artistici. Strutturalmente l'edificio, a causa della sua inclinazione, per aumentarne la stabilità ha una pilone a forma di sigaro in acciaio lungo 45 metri incastonato nel punto centrale della facciata.